# La Silvia
La Silvia (RV 734) er et dramma pastorale per musica i tre akter af Antonio Vivaldi til en italiensk libretto af Enrico Bissari. Det blev først opført den 28. august 1721 på Teatro Regio Ducale i Milano i anledning af den østrigske kejserinde Elisabeth Christines fødselsdag; hun var gift med kejser Karl 6. af Østrig.

## Baggrund
I 1718 var Vivaldi blevet udnævnt til maestro di cappella di camera, ved Philip von Hessen-Darmstadts hof i Mantova, for hvem han komponerede Armida Al Campo d'Egitto, Teuzzone og Scanderbeg (alle 1718) og derefter Tito Manlio (1719) og La Candace (1720). Ved hans tilbagevenden til Venedig blev han, efter opførelsen af La Verità in Cimento på Teatro Sant' Angelo, sammen med Giovanni Porta, Anna Maria Strada og andre et af de vigtigste mål for Benedetto Marcellos satiriske pamflet Il Teatro alla moda (skrevet 1718-1719, udgivet 1720).
Bissaris tekst var oprindeligt blevet skrevet i 1710 som et skuespil til prinsesse Teresa Kunegunda Sobieska, den bayerske Maximilian 2. Emanuels anden hustru. Operaen blev opført igen i Milano i 1723 og 1724. Otte af arierne er bevaret i Biblioteca Nazionale di Torino.

## Roller
| Rolle    | Stemmetype    | Originalbesætning, 28. august 1721 |
| -------- | ------------- | ---------------------------------- |
| Silvia   | Sopran        | Margarita Gualandi                 |
| Elpino   | Sopran        | Anna Bombacciari                   |
| Marte    | Soprankastrat | Giovanni Battista Minelli?         |
| Nerina   | Sopran        | Anna Maria Strada                  |
| Egisto   | Tenor         | Annibale Pio Fabri                 |
| Faustulo | Bas           | Giuseppe Montanari                 |

## Diskografi
- 2001 (Rekonstruktion af ni overlevende arier) Roberta Invernizzi, Gloria Banditelli, John Elwes, Philippe Cantor. Ensemble Baroque de Nice, dir. Gilbert Bezzina. Ligia. 1CD.